# AMC AMX
AMC AMX – samochód sportowy typu muscle car klasy średniej produkowany pod amerykańską marką AMC w latach 1968–1970.

## Historia i opis modelu

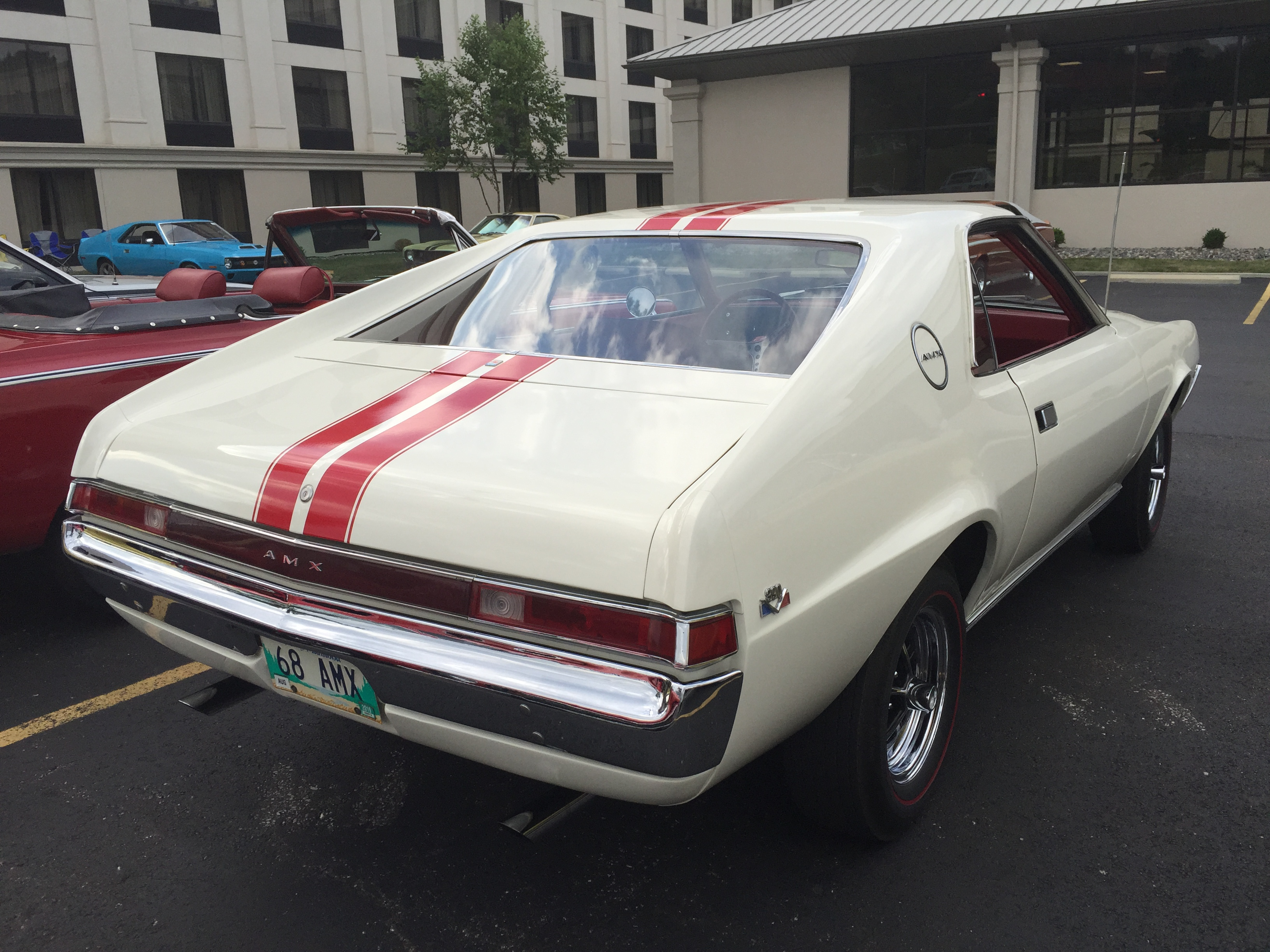
AMC AMX - tył

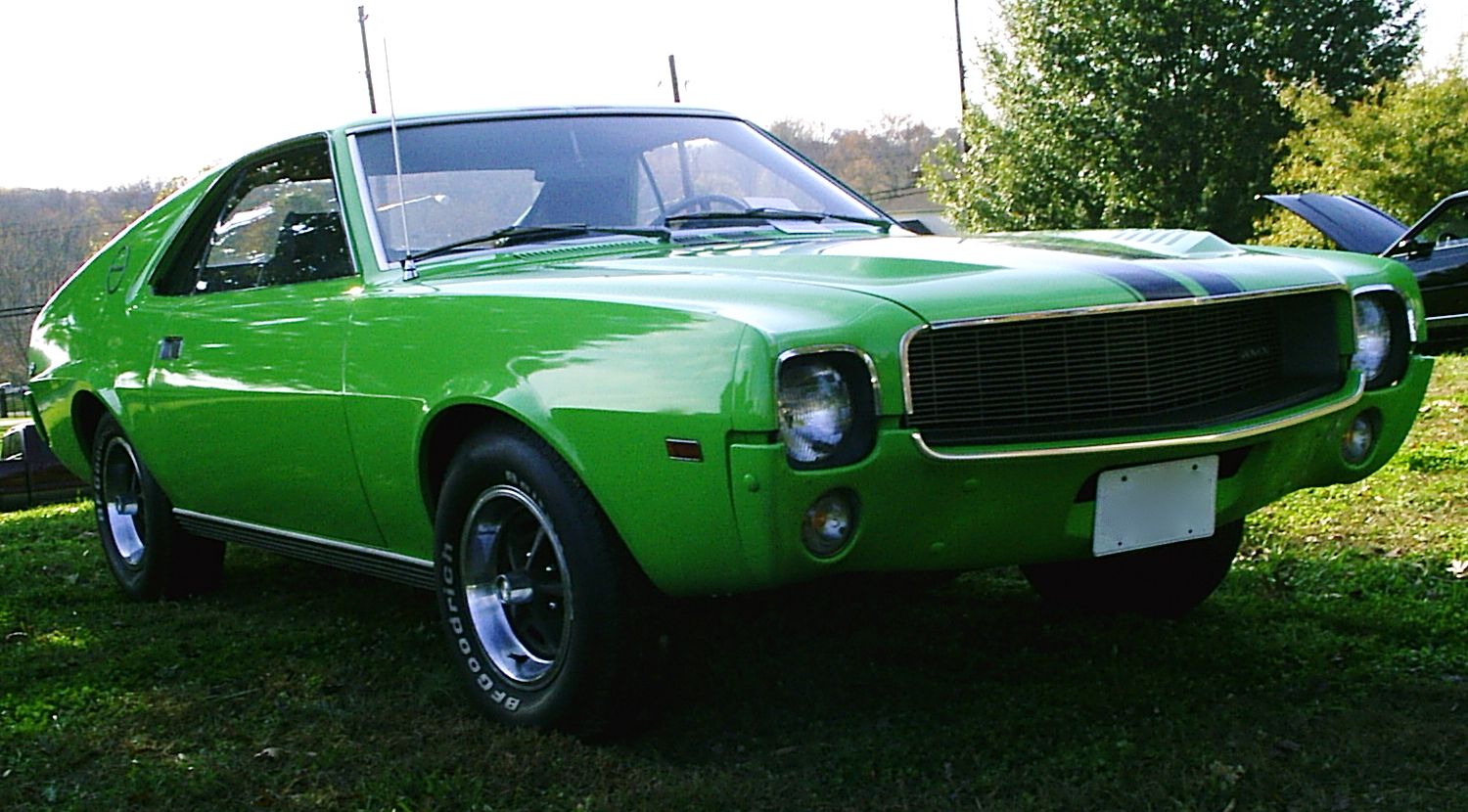
AMC AMX Big Bad

Model AMX poszerzył ofertę AMC jako topowy muscle car plasujący się w ofercie producenta powyżej wariantu "The Machine" modelu Rebel. Samochód dostępny był wyłącznie jako 2-drzwiowe coupé. Do napędu używano silników V8. Moc przenoszona była na oś tylną poprzez 3-biegową automatyczną bądź 4-biegową manualną skrzynię biegów.

### Silniki
- V8 4.8l
- V8 5.6l
- V8 5.8l
- V8 6.4l

### Dane techniczne (V8 6.4)
- V8 6,4 l (6386 cm³), 2 zawory na cylinder, OHV
- Układ zasilania: gaźnik
- Średnica cylindra × skok tłoka: 105,80 mm × 90,80 mm
- Stopień sprężania: 10,2 : 1
- Moc maksymalna: 320 KM (235 kW) przy 4600 obr./min
- Maksymalny moment obrotowy: 576 N•m przy 3200 obr./min
- Przyspieszenie 0-100 km/h: 6,9 s
- Prędkość maksymalna: 196 km/h